# Antonio Bueno Delgado
Antonio Bueno Delgado (Madrid, Espanya, 25 de setembre de 1980), és un exjugador professional de bàsquet, que jugava de pivot.
Va guanyar una Lliga ACB l'any 2004-05 amb el Reial Madrid, una medalla de plata amb la selecció espanyola al Eurobasket de Suècia 2003, la medalla de bronze amb la selecció espanyola jove a l'Europeu de Lisboa 1999 i l'Europeu de Varna 1998.
L'any 2010 va tenir un accident domèstic, que va propiciar la retirada del món del bàsquet.

## Clubs
Aquesta és la relació dels clubs amb els que ha jugat:
- Temporada 1997-1998: Reial Madrid (ACB)
- Temporada 1998-1999: Reial Madrid (ACB)
- Temporada 1999-2000: Baloncesto Fuenlabrada (ACB), cedit per Reial Madrid
- Temporada 2000-2001: Club Ourense Baloncesto (ACB), cedit per Reial Madrid
- Temporada 2001-2002: Club Joventut de Badalona (ACB)
- Temporada 2002-2003: Club Joventut de Badalona (ACB)
- Temporada 2003-2004: Reial Madrid (ACB)
- Temporada 2004-2005: Reial Madrid (ACB)
- Temporada 2005-2006: Estudiantes (ACB)
- Temporada 2006-2007: CB Sevilla (ACB)
- Temporada 2007-2008: CB Sevilla (ACB)
- Temporada 2008-2009: Baloncesto Fuenlabrada (ACB)
- Temporada 2009-2010: Club Joventut de Badalona (ACB)